# 7023 Heiankyo
7023 Heiankyo eller 1992 KE är en asteroid i huvudbältet, som upptäcktes den 25 maj 1992 av den japanske amatörastronomen Atsushi Sugie i Dynic-observatoriet. Den är uppkallad efter den japanska staden Kyoto.
Asteroiden har en diameter på ungefär 6 kilometer.